# 알리니 웨베르
알리니 웨베르(Aline Weber, 1989년 3월 22일 ~ )는 브라질의 모델이다.